# Microsorum pitcairnense
Microsorum pitcairnense är en stensöteväxtart som beskrevs av Edwin Bingham Copeland. Microsorum pitcairnense ingår i släktet Microsorum och familjen Polypodiaceae. Inga underarter finns listade.